# Epaminondas Deligiorgis
Epaminondas Deligiorgis, född 1829, död 27 maj 1879, var en grekisk politiker.
Deligiorgis tillhörde under kung Otto oppositionspartiet, blev snart ledare för partiet som strävade efter en fredlig politik gentemot Turkiet och frihetsvänlig lagstiftning och förvaltning. Han var ministerpresident 1865, 1870 och 1872-74 och inbringade Laurionbergsverken i statlig ägo.